# Resolutie 2277 Veiligheidsraad Verenigde Naties
Resolutie 2277 van de Veiligheidsraad van de Verenigde Naties werd unaniem door de VN-Veiligheidsraad aangenomen op 30 maart 2016. De resolutie verlengde de vredesmacht in de Democratische Republiek Congo opnieuw met een jaar.

## Achtergrond
In 1994 braken in de Democratische Republiek Congo etnische onlusten uit die onder meer werden veroorzaakt door de vluchtelingenstroom uit de buurlanden Rwanda en Burundi. In 1997 beëindigden rebellen de lange dictatuur van Mobutu en werd Kabila de nieuwe president. In 1998 escaleerde de burgeroorlog toen andere rebellen Kabila probeerden te verjagen. Zij zagen zich gesteund door Rwanda en Oeganda. Toen hij in 2001 omkwam bij een mislukte staatsgreep werd hij opgevolgd door zijn zoon. Onder buitenlandse druk werd afgesproken verkiezingen te houden die plaatsvonden in 2006 en gewonnen werden door Kabila. Intussen zijn er nog steeds rebellen actief in het oosten van Congo en blijft de situatie er gespannen.

## Inhoud
In februari 2013 hadden Congo en de landen rondom Oost-Congo een akkoord getekend inzake vrede, veiligheid en samenwerking. Deze landen werden opgeroepen hun beloftes na te komen en de onderliggende oorzaken van het conflict aan te pakken, om zo een einde te maken aan het aanhoudende geweld. Intussen bleef de regio gebukt gaan onder een diepe veiligheids- en humanitaire crisis door de gewapende groeperingen die er actief waren.
De voorbereiding van de Congolese presidentsverkiezingen in november 2016 liep ook al vertraging op, en recent waren oppositieleden opgepakt. Vreedzame en eerlijke verkiezingen waren cruciaal voor de stabiliteit van het land.
Het mandaat van de MONUSCO-vredesmacht in Congo werd verlengd tot 31 maart 2017. Ook de interventiebrigade van de vredesmacht bleef gehandhaafd. Het aantal manschappen bleef ondanks plannen om 2000 man terug te trekken ongewijzigd. De secretaris-generaal had voorgesteld om 1700 man terug te trekken, en ook de Congolese regering was hier voorstander van geweest. Intussen werden al wel plannen gemaakt om de gehele vredesmacht geleidelijk aan terug te trekken.

## Verwante resoluties
- Resolutie 2147 Veiligheidsraad Verenigde Naties (2014)
- Resolutie 2211 Veiligheidsraad Verenigde Naties (2015)

Lijst ·  2260 ·  2261 ·  2262 ·  2263 ·  2264 ·  2265 ·  2266 ·  2267 ·  2268 ·  2269 ·  2270 ·  2271 ·  2272 ·  2273 ·  2274 ·  2275 ·  2276 ·  2277 ·  2278 ·  2279 ·  2280 ·  2281 ·  2282 ·  2283 ·  2284 ·  2285 ·  2286 ·  2287 ·  2288 ·  2289 ·  2290 ·  2291 ·  2292 ·  2293 ·  2294 ·  2295 ·  2296 ·  2297 ·  2298 ·  2299 ·  2300 ·  2301 ·  2302 ·  2303 ·  2304 ·  2305 ·  2306 ·  2307 ·  2308 ·  2309 ·  2310 ·  2311 ·  2312 ·  2313 ·  2314 ·  2315 ·  2316 ·  2317 ·  2318 ·  2319 ·  2320 ·  2321 ·  2322 ·  2323 ·  2324 ·  2325 ·  2326 ·  2327 ·  2328 ·  2329 ·  2330 ·  2331 ·  2332 ·  2333 ·  2334 ·  2335 ·  2336